# Urgleptes cobbeni
Urgleptes cobbeni là một loài bọ cánh cứng trong họ Cerambycidae.